# 지방도 제857호선
지방도 제857호선은 전라남도 보성군 벌교읍 회정리에서 순천시 황전면 괴목사거리를 잇는 전라남도의 지방도이다.
1983년에도 노선명이 '벌교 ~ 황전선'이었다.
2010년에 월등면 대평리에서 망용리를 거쳐 망용삼거리로 노선이 지정된 적이 있으나 다시 변경되어 지금은 지방도 제840호선과 중복되어 괴목리까지 이어지게 되어 있다.

## 연혁
- 1983년 12월 14일 : 도로 확포장공사를 위해 승주군 낙안면 교촌리 ~ 서내리 1.18km 구간 도로구역 변경[1]
- 1984년 12월 10일 : 도로 확포장공사를 위해 승주군 낙안면 상송리 ~ 석흥리 6.2km 구간 도로구역 변경[2]
- 1985년 12월 23일 : 기점을 '보성군 벌교읍 벌교리', 종점을 '승주군 황전면 괴목리'로 명시하고 도로개량이 완료된 보성군 벌교읍 회정리 ~ 연산리 3.55km 구간과 승주군 낙안면 신기리 ~ 선구리 3.103km 구간, 승주군 승주읍 죽학리 ~ 서평리 3.641km 구간, 승주군 월등면 노성리 ~ 황전면 괴목리 구간 도로예정지 해제[3]
- 1987년 1월 22일 : 보성군 벌교읍 회정리 ~ 승주군 낙안면 선북리 6.653km 구간과 승주군 승주읍 죽학리 ~ 서평리 3.641km 구간, 승주군 월등면 농선리 ~ 황전면 괴목리 1.235km 구간 도로예정지 해제[4]
- 1987년 7월 27일 : 1988년 2월까지 벌교 ~ 황전간 도로(승주군 낙안면 상송리 ~ 승주읍 남강리) 6.84km 구간 확포장공사 계획을 공고[5][6]
- 1988년 1월 4일 : 승주군 낙안면 이곡리 ~ 승주읍 남강리 16.4km 구간 도로예정지 해제[7]
- 1988년 2월 10일 : 1988년 9월까지 승주군 월등면 대평리 2.2km 구간 확포장공사 계획을 공고[8]
- 1988년 9월 27일 : 1988년 12월까지 도로 확포장 공사를 위해 승주군 월등면 월용리 ~ 농선리 1.09km 구간 도로구역 결정[9]
- 1989년 1월 6일 : 승주군 월등면 대평리 ~ 황전면 괴목리 4.335km 구간 도로예정지 해제[10]
- 1989년 5월 13일 : 1989년 12월까지 승주군 월등면 월용리 ~ 승주읍 신성리 3.72km 구간 확포장공사 계획을 공고[11]
- 1990년 1월 13일 : 승주군 낙안면 이곡리 ~ 황전면 괴목리 30.034km 구간 도로예정지 해제[12]
- 1990년 4월 16일 : 1991년 3월까지 벌교 ~ 황전간 도로(승주군 승주읍 서평리 ~ 도정리) 4.1km 구간 확포장공사 계획을 공고[13]
- 1991년 1월 10일 : 승주군 승주읍 서평리 ~ 도정리 4.1km 구간 도로예정지 해제[14]
- 1991년 4월 12일 : 1993년 4월까지 벌교 ~ 황전간 도로(승주군 승주읍 도정리 ~ 월등면 신월리) 7.28km 구간 확포장공사 계획을 공고[15]
- 1992년 1월 27일 : 승주군 승주읍 도정리 ~ 월등면 신월리 7.28km 구간 도로예정지 해제[16]
- 1995년 12월 8일 : 기존 지방도 노선을 폐지하고 새로 지정[17]
- 1996년 5월 20일 : 1997년 2월까지 신성 위험도로(순천시 승주읍 신성리) 개량공사를 위해 240m 구간 도로구역 변경[18]
- 2003년 3월 27일 : 기존 지방도 노선을 폐지하고 새로 지정. 이 때 기점을 보성군 벌교읍 벌교리에서 '보성군 벌교읍 회정리'로 정정하고 총 연장이 45.35km가 됨.[19]
- 2005년 7월 5일 : 2008년 12월까지 석정지구(순천시 낙안면 석흥리) 개량공사를 위해 1.7km 구간 도로구역 변경[20]
- 2010년 4월 27일 : 2012년 3월까지 순천 도동지구(순천시 승주읍 도정리) 개량공사를 위해 800m 구간 도로구역 변경[21]
- 2011년 4월 27일 : 2013년 12월까지 순천 도신지구(순천시 낙안면 상송리) 개량공사를 위해 75m 구간 도로구역 변경[22]
- 2011년 5월 4일 : 2016년 4월까지 벌교 ~ 낙안간 도로(보성군 벌교읍 봉림리 ~ 순천시 낙안면 동내리) 확포장공사를 위해 6.59km 구간 도로구역 변경[23]

## 주요 경유지
- 보성군
  - 벌교읍 벌교버스공용터미널 - 부용교북단 - 봉림교북단 - 연산리

- 순천시
  - 낙안면 신기리 - 이곡리 - 순천낙안중학교 - 낙안면소재지교차로 - 성북삼거리 - 낙안온천 - 목촌리 - 금산삼거리 - 금산리
  - 승주읍 남강리 - 승주읍죽학리교차로 - 신학리 - 승주읍신성리교차로 - 서평삼거리 - 승주읍 행정복지센터 - 내상삼거리 - 구강리 - 도정리 - 노고치
  - 월등면 노고치 - 운월리 - 신월리 - 대평리 - 월등면 행저복지센터앞 - 월등면 행정복지센터 - 농선리
  - 황전면 농선리 - 괴목삼거리 - 괴목사거리

## 중복 구간
- 순천시 낙안면 낙안면소재지교차로 ~ 성북삼거리 : 국가지원지방도 제58호선과 중복
- 순천시 월등면 월등면사무소앞 ~ 황전면 괴목사거리 : 지방도 제840호선과 중복

## 도로명
- 보성군 벌교읍 벌교버스공용터미널 ~ 순천시 승주읍 승주읍죽학리교차로 : 조정래길
- 순천시 승주읍 승주읍죽학리교차로 ~ 서평삼거리 : 선암사길
- 순천시 승주읍 서평삼거리 ~ 내상삼거리 : 승주로
- 순천시 승주읍 내상삼거리 ~ 노고치 : 내상로
- 순천시 월등면 노고치 ~ 황전면 괴목삼거리 : 월등로
- 순천시 황전면 괴목삼거리 ~ 괴목사거리 : 괴목길